# Copa Río de la Plata 2013
Este fue la tercera edición del torneo Copa Río de la Plata, con un único partido. Se disputó 15 años después de la edición anterior, y, al igual que aquella, no fue organizada oficialmente.

## Clubes clasificados
Clasificaron como campeones de 2012 en sus respectivas ligas.
| AFA (Argentina) |  | Vélez Sarsfield |  | Campeón de Primera División de Argentina (2012)               |
| AUF (Uruguay)   |  | Peñarol         |  | Campeón del Apertura de la Primera División de Uruguay (2012) |

## Ficha del partido
| 25         | POR        | Enrique Bologna     | 46' |
| 4          | DEF        | Alejandro González  | 46' |
| 23         | DEF        | Carlos Valdez       | 46' |
| 13         | DEF        | Damián Macaluso     |     |
| 3          | DEF        | Nicolás Raguso      | 46' |
| 5          | MED        | Marcel Novick       | 46' |
| 15         | MED        | Aureliano Torres    | 46' |
| 11         | DEL        | Fabián Estoyanoff   | 46' |
| 24         | DEL        | Sebastián Gallegos  | 46' |
| 16         | DEL        | Jorge Zambrana      | 46' |
| 19         | DEL        | Juan Manuel Olivera | 46' |
| Entrenador | Entrenador | Jorge da Silva      |     |

| 13         | POR        | Sebastián Sosa      |     |
| 5          | DEF        | Fabián Cubero       |     |
| 6          | DEF        | Sebastián Domínguez |     |
| 2          | DEF        | Fernando Tobio      |     |
| 3          | DEF        | Emiliano Papa       |     |
| 24         | MED        | Iván Bella          | 80' |
| 18         | MED        | Francisco Cerro     | 80' |
| 11         | MED        | Ariel Cabral        |     |
| 10         | MED        | Federico Insúa      | 75' |
| 20         | DEL        | Brian Ferreira      | 76' |
| 14         | DEL        | Facundo Ferreyra    | 89' |
| Entrenador | Entrenador | Ricardo Gareca      |     |

| 12 | POR | Danilo Lerda      | 46'     |
| 6  | DEF | Joaquín Aguirre   | 46'     |
| 22 | DEF | Darío Rodríguez   | 46' 65' |
| 7  | DEF | Walter López      | 46'     |
| 10 | MED | Ignacio Nicolini  | 46'     |
| 2  | MED | Sebastián Píriz   | 46'     |
| 21 | MED | Sebastián Vázquez | 46'     |
| 20 | DEL | Agustín Barán     | 46'     |
| 18 | DEL | Alejandro Siles   | 46'     |
| 9  | DEL | Rodrigo Pastorini | 46'     |
| 14 | MED | Rodrigo Viega     | 65'     |

| 16 | MED | Federico Freire  | 75' |
| 28 | DEL | Ramiro Cáseres   | 76' |
| 23 | MED | Leandro Desábato | 80' |
| 4  | MED | Gino Peruzzi     | 80' |
|    | MED | Federico Vázquez | 89' |

| Anotado | 50' | Alejandro Siles | 1-2 |

| Anotado | 5'  | Sebastián Domínguez | 0-1 |
| Anotado | 41' | Facundo Ferreyra    | 0-2 |
| Anotado | 87' | Ramiro Cáseres      | 1-3 |

| Amonestado | 40' | Damián Macaluso |

| Amonestado | 63' | Emiliano Papa |
| Amonestado | 70' | Fabián Cubero |

| Árbitro: | Fernando Falce |

| 25         | POR        | Enrique Bologna     | 46' |
| 4          | DEF        | Alejandro González  | 46' |
| 23         | DEF        | Carlos Valdez       | 46' |
| 13         | DEF        | Damián Macaluso     |     |
| 3          | DEF        | Nicolás Raguso      | 46' |
| 5          | MED        | Marcel Novick       | 46' |
| 15         | MED        | Aureliano Torres    | 46' |
| 11         | DEL        | Fabián Estoyanoff   | 46' |
| 24         | DEL        | Sebastián Gallegos  | 46' |
| 16         | DEL        | Jorge Zambrana      | 46' |
| 19         | DEL        | Juan Manuel Olivera | 46' |
| Entrenador | Entrenador | Jorge da Silva      |     |

| 13         | POR        | Sebastián Sosa      |     |
| 5          | DEF        | Fabián Cubero       |     |
| 6          | DEF        | Sebastián Domínguez |     |
| 2          | DEF        | Fernando Tobio      |     |
| 3          | DEF        | Emiliano Papa       |     |
| 24         | MED        | Iván Bella          | 80' |
| 18         | MED        | Francisco Cerro     | 80' |
| 11         | MED        | Ariel Cabral        |     |
| 10         | MED        | Federico Insúa      | 75' |
| 20         | DEL        | Brian Ferreira      | 76' |
| 14         | DEL        | Facundo Ferreyra    | 89' |
| Entrenador | Entrenador | Ricardo Gareca      |     |

| 12 | POR | Danilo Lerda      | 46'     |
| 6  | DEF | Joaquín Aguirre   | 46'     |
| 22 | DEF | Darío Rodríguez   | 46' 65' |
| 7  | DEF | Walter López      | 46'     |
| 10 | MED | Ignacio Nicolini  | 46'     |
| 2  | MED | Sebastián Píriz   | 46'     |
| 21 | MED | Sebastián Vázquez | 46'     |
| 20 | DEL | Agustín Barán     | 46'     |
| 18 | DEL | Alejandro Siles   | 46'     |
| 9  | DEL | Rodrigo Pastorini | 46'     |
| 14 | MED | Rodrigo Viega     | 65'     |

| 16 | MED | Federico Freire  | 75' |
| 28 | DEL | Ramiro Cáseres   | 76' |
| 23 | MED | Leandro Desábato | 80' |
| 4  | MED | Gino Peruzzi     | 80' |
|    | MED | Federico Vázquez | 89' |

| Anotado | 50' | Alejandro Siles | 1-2 |

| Anotado | 5'  | Sebastián Domínguez | 0-1 |
| Anotado | 41' | Facundo Ferreyra    | 0-2 |
| Anotado | 87' | Ramiro Cáseres      | 1-3 |

| Amonestado | 40' | Damián Macaluso |

| Amonestado | 63' | Emiliano Papa |
| Amonestado | 70' | Fabián Cubero |

| Árbitro: | Fernando Falce |

|}

| Argentina                                    |
| Campeón Vélez Sarsfield 2° título (amistoso) |

| Predecesor: 1998 | XXIIIº Copa Río de la Plata 2013 | Sucesor: 2014 |

- Datos: Q5787416